# Le Serpent (série télévisée)
Pour les articles homonymes, voir Le Serpent.
Le Serpent (The Serpent) est une mini-série policière britannique en huit parties d'environ 56 minutes chacune, créée par Richard Warlow et Toby Finlay et diffusée du 1er janvier au 14 février 2021 sur BBC One, puis mise en ligne le 2 avril 2021 sur Netflix,.
Elle est fondée sur l'histoire du tueur en série français, Charles Sobhraj, qui a assassiné de jeunes touristes entre 1975 et 1976 dans le sud-est asiatique.

## Synopsis
Au milieu des années 1970, à Bangkok, la série suit l'histoire du tueur en série Charles Sobhraj et de sa complice Marie-Andrée Leclerc. Sous les faux noms d'Alain et Monique Gautier, le couple se fait passer pour des diamantaires et revend des pierres précieuses volées à des touristes. Ils droguent, volent et tuent de jeunes hippies routards, leur subtilisant leur passeport et leur argent.
Herman Knippenberg, un diplomate néerlandais, commence à enquêter sur les meurtres de touristes néerlandais et découvre des indices menant à Sobhraj.

## Distribution
- Tahar Rahim (VF : lui-même) : Charles Sobhraj, dit Alain Gautier
- Jenna Coleman (VF : Pamela Ravassard) : Marie-Andrée Leclerc, dite Monique Gautier
- Billy Howle (VF : Benjamin Gasquet) : Herman Knippenberg
- Ellie Bamber (VF : Claire Baradat) : Angela Knippenberg (en) (elle deviendra plus tard Angela Kane)
- Amesh Edireweera (VF : Fred Colas) : Ajay Chowdhury
- Tim McInnerny (VF : Gabriel Le Doze) : Paul Siemons
- Chicha Amatayakul : Suda Romyen
- Sahajak Boonthanakit : Major Général Janthisan
- Adam Rothenberg : Gilbert Redland
- Mathilde Warnier (VF : elle-même) : Nadine Gires
- Grégoire Isvarine (VF : lui-même) : Remi Gires
- Fabien Frankel : Dominique Renelleau
- Alice Englert (VF : Jessica Monceau) : Teresa Knowlton
- Tim McMullan : Douglas Cartwright
- Cathy Min Jung : Phung Chabanol
- Stacy Martin : Juliette Voclain
- Nicole Beutler : Dagmar Boeder
- Johan Van Assche : Otto Boeder
- İlker Kaleli (en)(VF : Loic Guingand) : Vitali Hakim
- Supadej Kenneth Wongwatanaphan : Yotin
- Ellie de Lange : Helena Dekker
- James Gerard : Jules Dupont
- Apasiri Kulthanan (VF : Florianne Muller) : Lawana
- William Brand : L'ambassadeur van Dongen
- Chotika Sintuboonkul : Kannika
- Ryan O'Donnell (en) (VF : Loic Guingand) : Greg Raynott
- Libby Jennings : Viola Raynott
- Raphael Roger Levy : Comte Michel André Jurion
- Ruby Ashbourne Serkis (VF : Justine Berger) : Celia Austin
- Armand Rosbak : Willem Bloem
- Gabrielle Lazure : Mme Parry
- Bussayarangsri Saringkaphaiboon : Le pathologiste
- Deepika Parajuli : La déesse en direct Kumari au Népal
- Dasha Nekrasova (VF : Diane Kristanek) : Connie-Jo Bronzich
- Thomas Ryckewaert : Jean Huygens
- Colin Stinton : Bastien

 Source et légende : version française (VF) sur RS Doublage

## Production
En 2019, la BBC annonce qu'elle a commandé à la compagnie de production britannique Mammoth Screen, une série basée sur l'histoire du tueur en série Charles Sobhraj. Le casting principal est composé de Tahar Rahim, Jenna Coleman, Billy Howle et Ellie Bamber. Laurence Leboeuf a auditionné pour le rôle principal de la Québécoise en décembre 2018, mais le rôle a été attribué à Jenna Coleman.
Le tournage commence en août 2019 à Bangkok, en Thaïlande, et dans la station balnéaire de Hua Hin. Mais la pandémie de Covid-19 impose une pause de cinq mois. Puis la production reprend à Tring dans le Hertfordshire, en Angleterre, en août 2020. Les producteurs ont finalement mélangé les nouveaux plans avec ceux tournés en Thaïlande sans réécriture majeure du scénario.

## Accueil
Au Québec, la série a été bien accueillie dans l'ensemble. Richard Therrien du journal Le Soleil résume « Au Québec, Le Serpent fait surtout jaser pour l'accent québécois invraisemblable de son actrice principale, la Britannique Jenna Coleman. Mis à part cet irritant majeur, la série britannique de huit épisodes mérite qu'on s'y intéresse. » « Si le doublage ne vous incommode pas, c'est pour une fois l'option la plus sage ; la version française biffe le faux accent de Jenna Coleman. Reste que « Monique » de Lévis parle alors avec un accent français, mais compréhensible. À vous de voir. ». 
Hugo Dumas de La Presse y va du même sens : « Là où ça se gâche, c’est dans le jeu de l’actrice choisie pour camper cette modeste secrétaire de Lévis. Jenna Coleman parle un français atroce, à la limite du compréhensible. C’est vraiment gênant et dérangeant. D’autant plus que les comédiens qui l’entourent s’expriment parfaitement dans notre langue. Au deuxième épisode, une voisine de Marie-Andrée « Monique » Leclerc à Bangkok lui confie même, en fumant une 73e cigarette, qu'elle est « beaucoup trop sophistiquée pour être une Québécoise ». Ça non plus, ça ne passe pas super bien, mettons. ».